# خط سكك طهران الأحادي
خط سكك طهران الأحادي كان مشروعًا لبناء قطار أحادي الخط في العاصمة الإيرانية طهران. أُلغي المشروع في نيسان 2010 م، ولم يكتمل منه سوى 3%.

## التاريخ والجدل
اُقترح فكرة إنشاء خط أحادي السكك في إيران لأول مرة في عام 1976 تزامنًا مع الثورة الإيرانية. وفي نهاية المطاف، قرر عمدة طهران آنذاك، جواد شهرستاني، إلغاء المشروع بعد أن أشارت المشاورات المتكررة للمتخصصين إلى أن شبكة القطار الأحادي لن تخفف حركة المرور في المدينة بشكل كبير. وفي ذلك الوقت، كان الاستنتاج العام هو أن هذا الأمر من شأنه أن يخلق المزيد من المشاكل أكثر من الحلول.
في عام 2002، أعلن رئيس بلدية طهران محمود أحمدي نجاد عن نيته تطوير نظام أحادي السكك للعاصمة، على الرغم من التحذيرات العديدة التي أطلقها خبراء النقل والمرور. وكان من المتوقع أن تبلغ تكلفة مشروع الخط أحادي السكة 135 مليون يورو لطول 12 كيلومترًا وثلاث محطات.
وكان أكبر انتقاد للمشروع يكمن في تكلفته الباهظة على بلدية طهران التي تعاني بالفعل من نقص السيولة النقدية بسبب العقوبات الأمريكية ضد إيران. علاوةً على ذلك، وُجه جزء كبير من الانتقادات إلى الخريطة الجغرافية للسكة. وبحسب من اطلعوا على الخطط الأولية، فإن المسار المختار أقل كثافة مما كان مقصودًا في الأصل، مما يجعل المشروع، في نظرهم، غير مبرر، ويُعتقد أن هذا قد حصل لتقليل تكلفة القطار. وكان من بين المعارضين لخطة السكة الأحادية علي أصغر أردكانيان، عضو الجمعية الإيرانية لهندسة النقل بالسكك الحديدية، الذي اعتقد أن إيران تفتقر إلى المهارات والمعرفة الأساسية اللازمة لتشغيل وصيانة النظام. وأصر أردكانيان أيضًا على أن خطة الحكومة كانت سيئة التخطيط وفشلت في مراعاة النفقات المرتبطة بصيانة الهياكل تحت الأرض والسطحية للقطار الأحادي، مما يؤدي إلى خلق مشاكل تمويلية في المستقبل. وبالإضافة إلى ذلك، يشير المنتقدون إلى أن سعة نقل الركاب في القطار الأحادي أقل بعشر مرات من سعة مترو طهران، وذلك مقارنة بالتكلفة.
وكان من الشائع أن يعلن مؤيدو مشروع السكة الأحادية في طهران أن تطوير المشروع سيكون أسرع بكثير من مشاريع النقل الأخرى بسبب طبيعته.
وعلى الرغم من الانتقادات الشديدة التي وُجهت لمشروع السكة الأحادية، فقد بدأ مشروع بناء المرحلة الأولى رسميا في 17 مارس/آذار 2004. المرحلة الأولى تتكون من 6 خط كم مع ست محطات: ساحة صادقية، ومترو طهران (الخط الأخضر)، ومجمع آبادانا، ومحطة حافلات غرب طهران، وساحة آزادي، ومطار مهرآباد . وستشمل المرحلة الثانية حلقة عودة إلى صادقية عبر مجمع شقق أكباتان، وتوسيع طول الخط إلى 12 كيلومترًا.
في عام 2004، عندما بدأ رئيس البلدية آنذاك أحمدي نجاد المشروع، لم يكن المشروع قد حصل على موافقة مجلس المرور العالي؛ وهي الهيئة المسؤولة عن دراسة وإقرار مخططات النقل. وقد أدى ذلك إلى منع خط السكك الأحادية من تلقي أي مساعدات من الدولة. وفي عام 2007 الميزانية الفدرالية الإيرانية، خصّصَت مبلغ 82 مليار ريال لإكمال مشروع السكة الأحادية على يد إدارة الرئيس محمود أحمدي نجاد. لكن لم يحظى مشروع السكة الأحادية بدعم رئيس بلدية طهران محمد باقر قاليباف، والرئيس الحالي لهيئة مترو طهران (TUSRC)، السيد هاشمي، اللذين طلبا إعادة توزيع الميزانية المخصصة لخط السكة الأحادية على مشاريع النقل العام الأخرى، مثل توسيع خطوط المترو (طالع: مترو طهران).
في سبتمبر/أيلول 2007، أفادت صحيفة إيران ديلي أن مشروع قطار طهران الأحادي سيدخل حيز التشغيل بحلول عام 2011. صرح بذلك نائب وزير الداخلية لشؤون التنمية مهدي هاشمي. وأضافت أن خطوط السكة الأحادية ستمتد عبر العاصمة، حسبما ذكرت صحيفة "إيران" الفارسية. وتابع أن مسارات خطوط السكك الأحادية في العاصمة حُددت على النحو التالي: من ميدان الباسيج في الجنوب الشرقي إلى طهران بارس في الشمال الشرقي، ومن طهران بارس إلى ميدان بوناك في الشمال الغربي، ومن بوناك إلى نعمت آباد في الجنوب ومن نعمت آباد إلى ميدان الباسيج مرة أخرى.

## طالع أيضًا
- طهران
- مترو طهران
- قائمة القطارات الأحادية [الإنجليزية]

## روابط خارجية
- مؤسسة تطوير صناعات النقل بالسكك الحديدية نسخة محفوظة 2015-07-23 على موقع واي باك مشين. (بالفارسية)